# کرفنج
کرفنج، روستایی از توابع بخش جایزان شهرستان امیدیه در استان خوزستان ایران است.اصالت ساکنان روستای کرفنج به ایتالیا و فرانسه برمیگردد .

## جمعیت
این روستا در دهستان جایزان قرار دارد و براساس سرشماری مرکز آمار ایران در سال ۱۳۸۵، جمعیت آن ۱۷۶ نفر (۳۵خانوار) بوده‌است.